# Sigma Cassiopeiae
Sigma Cassiopeiae (σ Cassiopeiae , förkortat Sigma Cas, σ Cas) som är stjärnans Bayerbeteckning, är en dubbelstjärna belägen i västra delen av stjärnbilden Cassiopeja. Den har en kombinerad skenbar magnitud på 4,88 och är svagt synlig för blotta ögat. Baserat på parallaxmätning inom Hipparcosuppdraget på ca 0,72 mas, beräknas den befinna sig på ett avstånd av ca 5 000 ljusår (1 400 parsek) från solen.

## Egenskaper
Sigma Cassiopeiae är en blå stjärna i huvudserien av spektralklass B2 IV + B3 V. Dubbelstjärnans komponenter är separerade med ca 2 bågsekunder.
Primärstjärna Sigma Cassiopeiae A har en massa som är 12 gånger solens massa och en radie som är omkring 13  gånger solens. Den utsänder från dess fotosfär ca 21 900 gånger mer energi än solen vid en effektiv temperatur på 21 000 K.